# 233
233 (CCXXXIII) je bilo navadno leto, ki se je po julijanskem koledarju začelo na torek.

## Dogodki
- 1. januar

## Rojstva
- Čen Šov, kitajski zgodovinar († 297)